# Não Para Não Tour
Não Para Não Tour (acrônimo NPN Tour) é a terceira turnê do cantor e drag queen brasileiro Pabllo Vittar, em apoio ao seu segundo álbum de estúdio, Não Para Não (2018). A turnê teve início em 1° de novembro de 2018, em São Paulo, Brasil. O show de estreia da turnê teve aparições especiais de Urias e Mateus Carrilho. Urias também apareceu no segundo show da turnê. Posteriormente, outras datas foram confirmadas em outros países, como México e Inglaterra.
Em 31 de outubro de 2019, no dia de lançamento da primeira parte do 3º álbum da discografia da cantora, o 111, Pabllo Vittar iniciou a Não Para Não Tour 2.0, com a apresentação de lançamento intitulada "Halloween da Pabllo". O show aconteceu na cidade de São Paulo e foi transmitido em tempo real em seu site oficial. O novo show é uma remodulação da turnê anterior da drag queen. Entre as principais mudanças notadas, destaque para a nova setlist apresentada, que acrescentou novas músicas, além de modificação na ordem das canções.

## Repertório
Este repertório é representativo do show que aconteceu no dia 10 de novembro de 2018 em Vinhedo, São Paulo. Ele não representa todos os shows da turnê.
1. "Buzina"
2. "Problema Seu"
3. "Tara"
4. "Ele É o Tal"
5. "Nêga"
6. "No Chão"
7. "Rainha"
8. "Minaj" / "Miragem"
9. "Open Bar"
10. Medley: "Energia (Parte 2)" / "I Got It" / "Eu Te Avisei" / "Tome Curtindo" / "Joga Bunda" / "Caliente" / "Sua Cara"
11. "Disk Me"
12. "Indestrutível"
13. "Não Vou Deitar"
14. "No Hablo Español"
15. "Trago seu Amor de Volta"
16. "Vai Embora"
17. "K.O."
18. "Então Vai" / "Baby Boy"
19. "Ouro"
20. "Corpo Sensual"
21. "Seu Crime"
22. "Buzina" (reprise)
23. "Amor de Que"[a]
24. "Ponte Perra"[b]
25. "Flash Pose"[c]
26. "Parabéns"[d]

- [a] Adicionada a partir do início da parte 2 da turnê (NPN Tour 2.0), em 31 de outubro de 2019.
- [b]  Adicionada a partir do início da parte 2 da turnê (NPN Tour 2.0), em 31 de outubro de 2019.
- [c]  Adicionada a partir do início da parte 2 da turnê (NPN Tour 2.0), em 31 de outubro de 2019.
- [d]  Adicionada a partir do início da parte 2 da turnê (NPN Tour 2.0), em 31 de outubro de 2019.

## Datas da turnê
| Data                        | Cidade         | País       | Local                                     | Ingressos vendidos / Disponíveis |
| --------------------------- | -------------- | ---------- | ----------------------------------------- | -------------------------------- |
| Parte 1 - Não Para Não Tour |                |            |                                           |                                  |
| América Latina              |                |            |                                           |                                  |
| 1° de novembro de 2018      | São Paulo      | Brasil     | Cine Joia                                 | —                                |
| 2 de novembro de 2018       | São Paulo      | Brasil     | Cine Joia                                 | —                                |
| 8 de novembro de 2018       | São Paulo      | Brasil     | MCT Spotify                               | —                                |
| 10 de novembro de 2018      | Vinhedo        | Brasil     | Hopi Hari                                 | —                                |
| 14 de novembro de 2018      | Fortaleza      | Brasil     | Marina Park                               | —                                |
| 24 de novembro de 2018      | Porto Alegre   | Brasil     | Pepsi on Stage                            | —                                |
| 30 de novembro de 2018      | Curitiba       | Brasil     | Spazio Van                                | —                                |
| 15 de dezembro de 2018      | Campinas       | Brasil     | Caos Club                                 | —                                |
| 24 de janeiro de 2019       | São Paulo      | Brasil     | Audio Club                                | —                                |
| 15 de fevereiro de 2019     | Porto Velho    | Brasil     | Talismã 21                                | —                                |
| 16 de fevereiro de 2019     | Manaus         | Brasil     | Studio 5 Centro de Convenções             | —                                |
| 22 de fevereiro de 2019     | Rio de Janeiro | Brasil     | Hub RJ                                    | —                                |
| 23 de fevereiro de 2019     | São Luís       | Brasil     | Casa das Dunas                            | —                                |
| 24 de fevereiro de 2019     | São Paulo      | Brasil     | Área Externa do Pavilhão Anhembi          | —                                |
| 1° de março de 2019         | Brasília       | Brasil     | Victoria Haus                             | —                                |
| 3 de março de 2019          | Recife         | Brasil     | Cais de Alfândega                         | —                                |
| 4 de março de 2019          | Salvador       | Brasil     | Circuito Barra-Ondina                     | —                                |
| 5 de março de 2019          | São Paulo      | Brasil     | Avenida Tiradentes                        | —                                |
| 9 de março de 2019          | Búzios         | Brasil     | Búzios Beach Resort                       | —                                |
| 30 de março de 2019         | Foz do Iguaçu  | Brasil     | Rafain Expocenter                         | —                                |
| 6 de abril de 2019          | Toluca         | México     | Foro Pegaso                               | —                                |
| 18 de abril de 2019         | Buenos Aires   | Argentina  | Palermo Groove                            | —                                |
| 19 de abril de 2019         | Córdoba        | Argentina  | Studio Theater                            | —                                |
| 20 de abril de 2019         | Santiago       | Chile      | Ex-Bunker                                 | —                                |
| Europa                      |                |            |                                           |                                  |
| 24 de abril de 2019         | Lisboa         | Portugal   | Campo Pequeno                             | —                                |
| 27 de abril de 2019         | Aveiro         | Portugal   | Campus Universitário de Santiago          | —                                |
| 29 de abril de 2019         | Dublin         | Irlanda    | The Academy                               | 650 / 650                        |
| 30 de abril de 2019         | Londres        | Inglaterra | Heaven                                    | 1.625 / 1.625                    |
| América do Sul              |                |            |                                           |                                  |
| 11 de maio de 2019          | Salvador       | Brasil     | Othon Pallace Hotel                       | —                                |
| 19 de maio de 2019          | São Paulo      | Brasil     | Praça da República                        | —                                |
| 1° de junho de 2019         | Belém          | Brasil     | Espaço Náutico Marine Club                | —                                |
| 3 de agosto de 2019         | Rio de Janeiro | Brasil     | Estádio Olímpico Nilton Santos            | —                                |
| 17 de agosto de 2019        | Juiz de Fora   | Brasil     | Terrazzo                                  | —                                |
| 31 de agosto de 2019        | Belo Horizonte | Brasil     | Esplanada do Mineirão                     | —                                |
| 7 de setembro de 2019       | Brasília       | Brasil     | Estádio Nacional Mané Garrincha           | —                                |
| 15 de setembro de 2019      | Sertãozinho    | Brasil     | Av. Egisto Sicchieri                      | —                                |
| 21 de setembro de 2019      | Curitiba       | Brasil     | Spazio Van                                | —                                |
| 22 de setembro de 2019      | Rio de Janeiro | Brasil     | Praia de Copacabana                       | —                                |
| 6 de outubro de 2019        | São Paulo      | Brasil     | Campo de Marte                            | —                                |
| 26 de outubro de 2019       | São Carlos     | Brasil     | Sítio Chaparral                           | —                                |
| Parte 2 - NPN Tour 2.0      |                |            |                                           |                                  |
| América do Sul              |                |            |                                           |                                  |
| 31 de outubro de 2019       | São Paulo      | Brasil     | Audio Club                                | —                                |
| 9 de novembro de 2019       | Olinda         | Brasil     | Memorial Arcoverde                        | —                                |
| Europa                      |                |            |                                           |                                  |
| 21 de novembro de 2019      | Londres        | Inglaterra | Magazine London                           | —                                |
| América do Sul              |                |            |                                           |                                  |
| 23 de novembro de 2019      | Vinhedo        | Brasil     | Hopi Hari                                 | —                                |
| 30 de novembro de 2019      | Fortaleza      | Brasil     | Praça Verde do Centro Dragão do Mar       | —                                |
| 6 de dezembro de 2019       | Campinas       | Brasil     | Caos Club                                 | —                                |
| 27 de dezembro de 2019      | Rio de Janeiro | Brasil     | Fundição Progresso                        | —                                |
| 1 de fevereiro de 2020      | Natal          | Brasil     | Arena das Dunas                           | —                                |
| 8 de fevereiro de 2020      | Belo Horizonte | Brasil     | Praça da Estação                          | —                                |
| 8 de fevereiro de 2020      | Belo Horizonte | Brasil     | Esplanada do Mineirão                     |                                  |
| 15 de fevereiro de 2020     | Bauru          | Brasil     | Recinto Mello Moraes                      |                                  |
| 16 de fevereiro de 2020     | São Paulo      | Brasil     | Av. Engenheiro Luiz Carlos Berrini        |                                  |
| 21 de fevereiro de 2020     | Rio de Janeiro | Brasil     | Circo Voador                              |                                  |
| 22 de fevereiro de 2020     | Recife         | Brasil     | Forte das Cinco Pontas                    |                                  |
| 23 de fevereiro de 2020     | Salvador       | Brasil     | Circuito Campo Grande                     |                                  |
| 24 de fevereiro de 2020     | Salvador       | Brasil     | Circuito Barra-Ondina                     |                                  |
| 25 de fevereiro de 2020     | São Paulo      | Brasil     | Avenida Tiradentes                        |                                  |
| Oceania                     |                |            |                                           |                                  |
| 29 de Fevereiro de 2020     | Sydney         | Austrália  | Hordern Pavilion                          | —                                |
| 1 de março de 2020          | Sydney         | Austrália  | The Beresford and the Hill Street Laneway | —                                |

### Showscancelados
| Data               | Cidade           | País             | Local            | Motivo(s)        |
| América do Norte   | América do Norte | América do Norte | América do Norte | América do Norte |
| ------------------ | ---------------- | ---------------- | ---------------- | ---------------- |
| 5 de abril de 2019 | Cidade do México | México           | Sala Puebla      | Desconhecido     |